# Selenita (protista)
Selenita es un género de foraminífero bentónico de la familia Glabratellidae, de la superfamilia Glabratelloidea, del suborden Rotaliina y del orden Rotaliida. Su especie tipo es Selenita megalosphera. Su rango cronoestratigráfico abarca el Holoceno.

## Clasificación
Selenita incluye a la siguiente especie:
- Selenita megalosphera